# Kościół św. Jana Chrzciciela w Zwierzynie
Kościół pw. św. Jana Chrzciciela w Zwierzynie – katolicki kościół parafialny znajdujący się w Zwierzynie, wsi gminnej w województwie lubuskim. Istnieje przy nim parafia św. Jana Chrzciciela.

## Historia i architektura

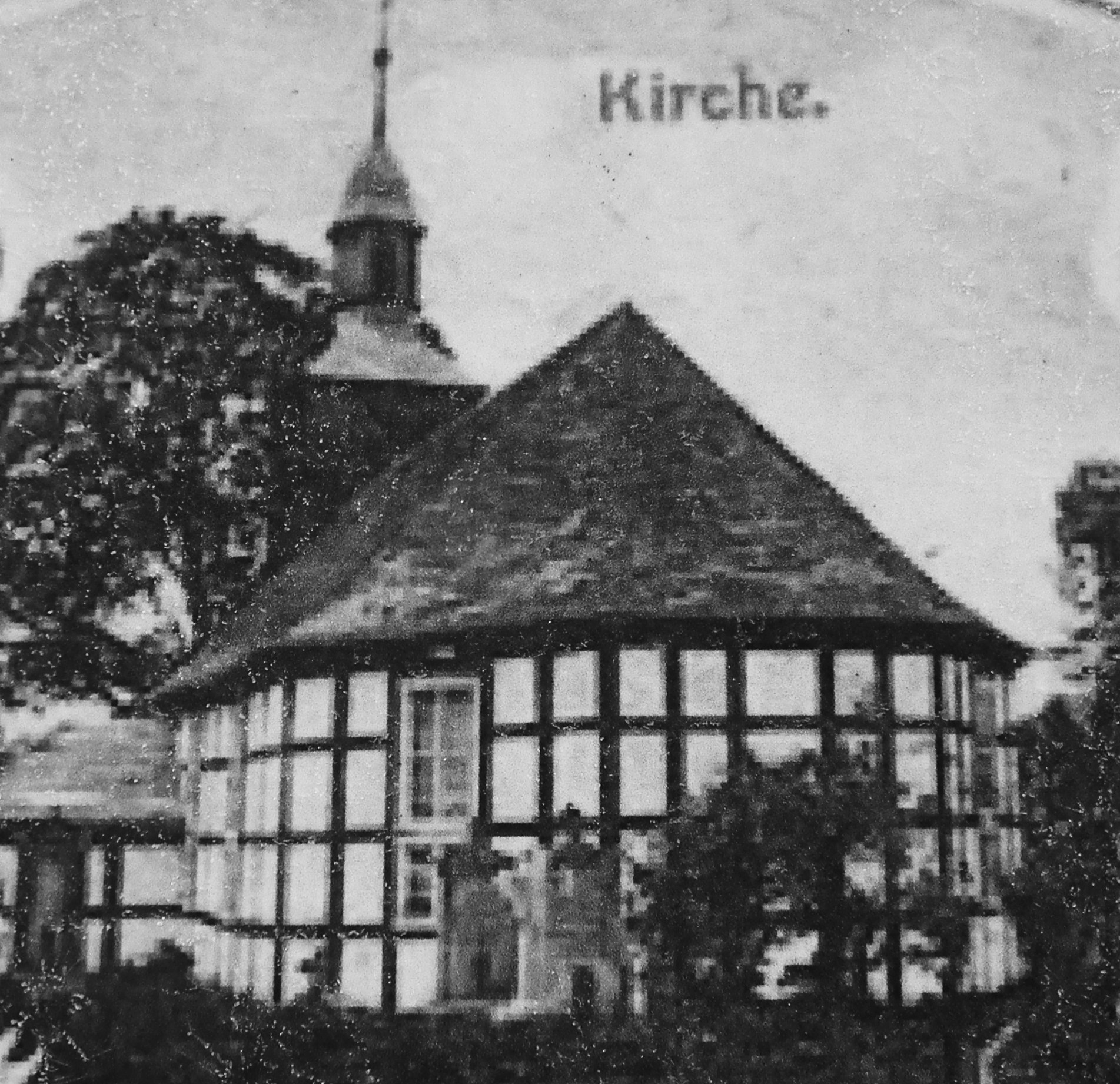
Początek XX w.

Obiekt wzniesiono w 1767 w konstrukcji ryglowej dla lokalnej społeczności protestanckiej. Stanowił wówczas centrum wsi, które po budowie linii kolejowej (tzw. Ostbahn) przeniosło się w rejon dworca. Kilkakrotnie przebudowywany w XIX i XX wieku (np. 1829 i 1930), ostatecznie utracił konstrukcję ryglową i drewnianą wieżę krytą gontem - obecnie jest obiektem całkowicie ceglanym. Poświęcony jako katolicki 24 czerwca 1946. Poważnej przebudowy dokonano w latach 1964-1965. 
Od dnia 24 czerwca 1975 kościół parafialny. W latach 1990–1995 część szachulcowa została rozebrana i praktycznie od nowa wzniesiono nową świątynię z cegły (wyraźnie odcina się część ze starszego budulca ceglanego). Jest świątynią jednonawową, wzniesioną na planie prostokąta. Wewnątrz posadowiono powojenny ołtarz główny (w ołtarzu wizerunek Chrystusa autorstwa Leona Buryły).

## Otoczenie
Przy kościele znajduje się cmentarz parafialny.

## Galeria

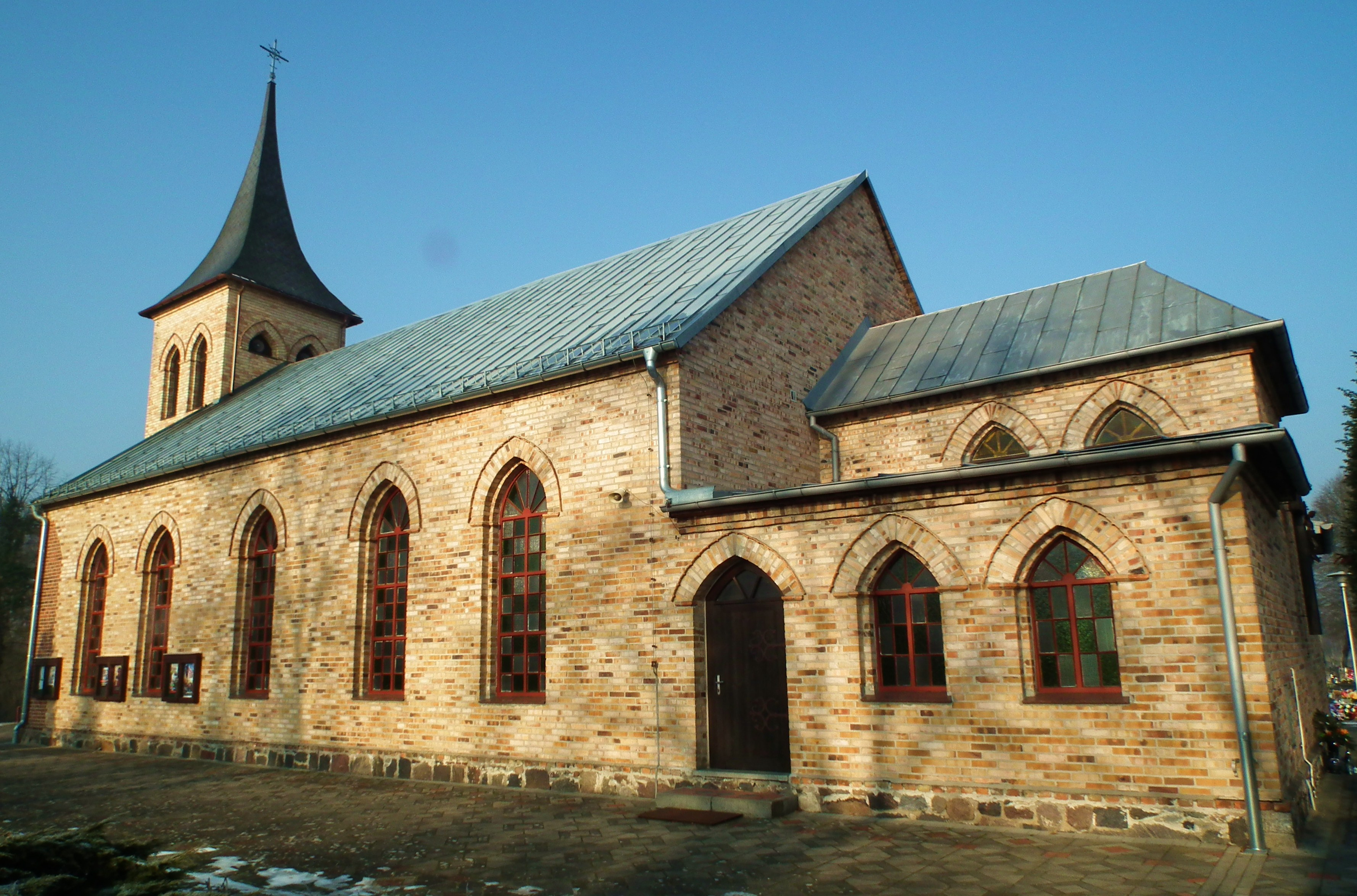
Widok od południa
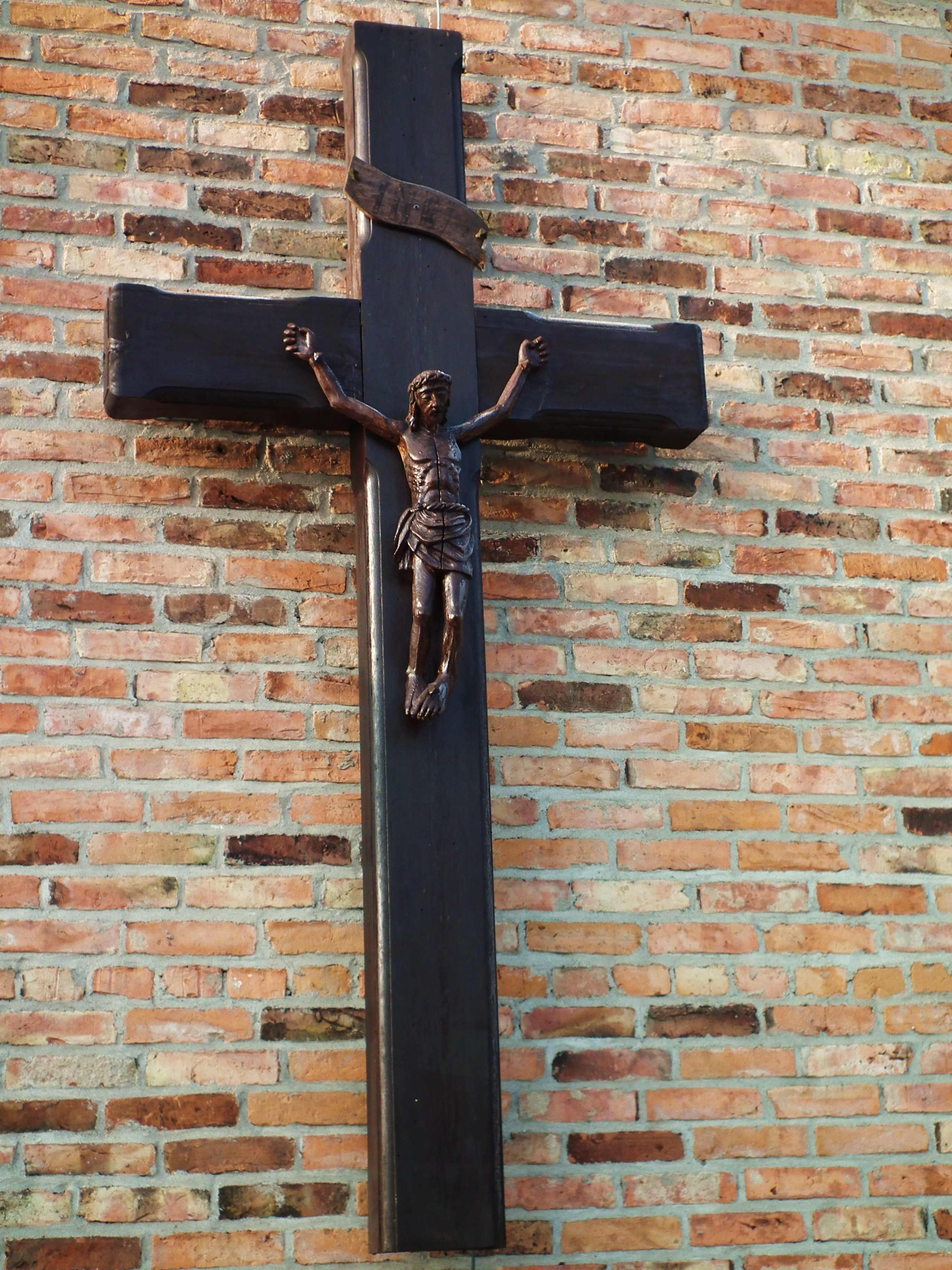
Krucyfiks
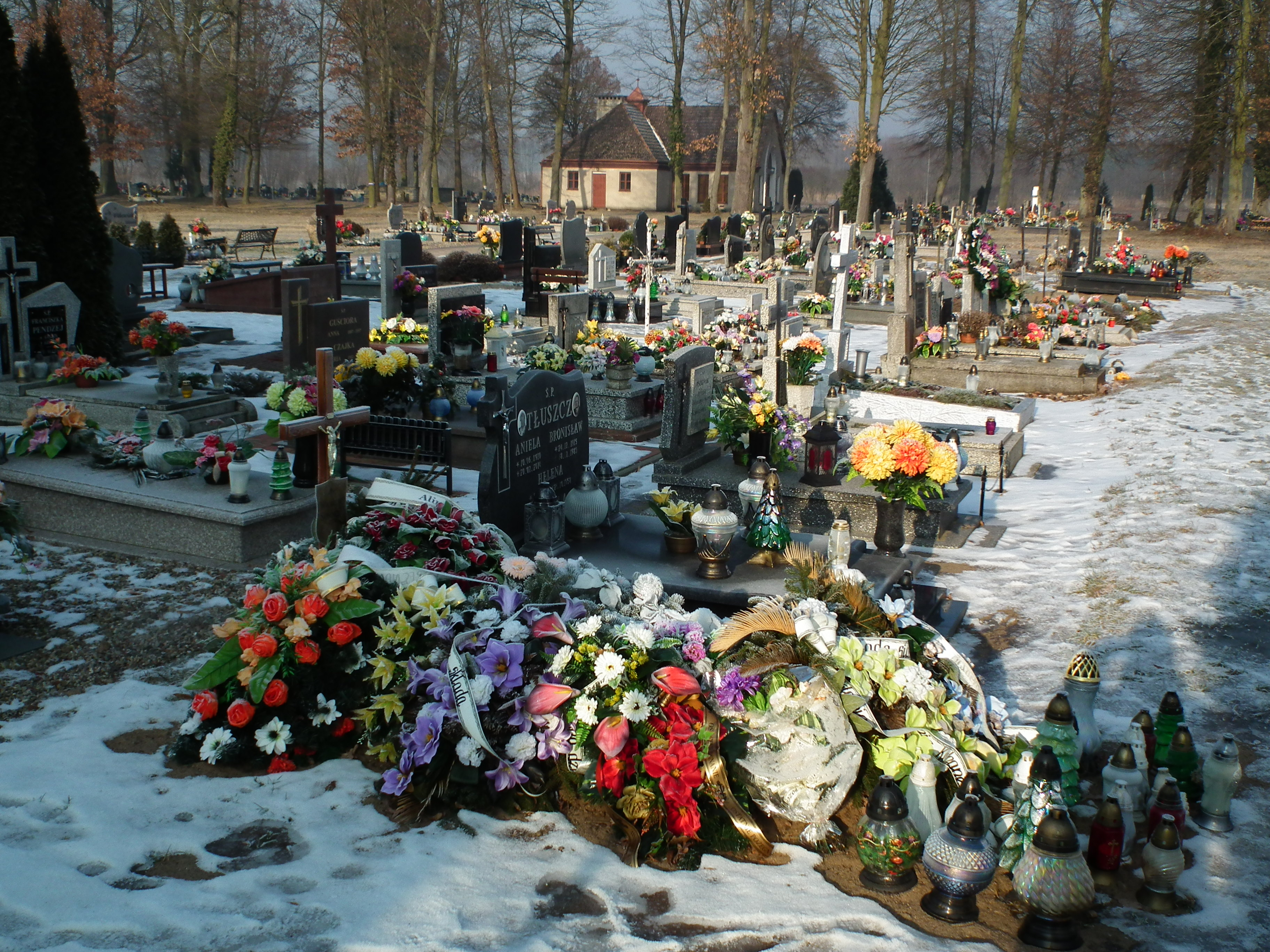
Cmentarz z kaplicą